# George Gelaga King
George Gelaga King (f. 5 de abril de 2016) foi um diplomata e juiz da Serra Leoa, membro do Tribunal Especial para a Serra Leoa.
King foi presidente do Tribunal de Recurso da Serra Leoa e do Tribunal de Recurso da Gâmbia. Foi embaixador em França, Espanha, Portugal e Suíça de 1974 a 1978, acumulando com o cargo de Representantes permanentes da Serra Leoa na UNESCO. Entre 1978 e 1980 foi o embaixador e representante permanente nas Nações Unidas.